# パク・チョンア
パク・チョンア（1981年2月24日 - ）は、韓国の歌手、女優、タレント、モデル。所属事務所はスター帝国。元ジュエリーのリーダーでメインボーカル。現在はソロで活動している。身長169cm、体重48kg、血液型A型。同徳女子大学校実用音楽学学士。

## プロフィール
- 好きな音楽：アメリカンポップス、K-POP
- 特技：楽器演奏（ギター）、歌を唄うこと
- 好きな色：黒、白、ブルー
- 好きな食べ物：炭焼きカルビ、キムチ
- 好きな映画：『サウンド・オブ・ミュージック』
- 趣味：アウトドアスポーツ
- 好きな日本語：「大好き!」
- 魅力ポイント：大雑把な性格
- 理想のタイプ：楽な友達みたいな男性
- 座右の銘：肯定的に生きよう
- 癖：目をさますとすぐに歌を聴くこと、怒ると歌うこと

## 来歴
- デビュー前はダウンタウンでロックバンドのボーカルとして活動。
- 2001年に韓国でジュエリーのメンバーとして、ファーストアルバム『Discovery』でデビュー。
- 2002年に日本テレビ系「雷波少年」内の日韓在日合同PROJECT　ラストソングという企画に参加。バンド「Asian H」を結成して曲を作りながら旅をした。作った曲は2002 FIFA ワールドカップ公式アルバムに収録された。
- 2004年、ジュエリーとしてシングル「ココロが止まらない」で日本デビュー。
- 2006年、ソロデビューを果たす。
- 2008年、新メンバーを迎えて休止状態だったジュエリーの活動を再開。
- 2009年12月、ジュエリー脱退。
- 2016年5月15日、プロゴルファーのチョン・サンウと結婚
- 2019年3月8日長女出産

## ディスコグラフィ

### アルバム
- Yeah（2006年8月25日発売）

## 出演作品

### テレビドラマ
- 男が愛するとき（2004年、SBS） - チェリスト ソ・インヘ役
- 検事プリンセス（2010年、SBS） - 国際弁護士 ジェニー・アン役
- 笑ってトンヘ（2010年-2011年、KBS） - アナウンサー ユン・セワ役
- あなただけよ（2011年-2012年、KBS） - 建築デザイナー チャ・ドヒ役
- いとしのソヨン（2012年-2013年、KBS） - 外科レジデント カン・ミギョン役
- 星から来たあなた（2013年12月18日-2014年2月27日、SBS） - チョン・ジヒョン演じる主人公「チョン・ソンイ」の友人で、船上で財閥と結婚式を挙げるトップスター「イ・ソヨン」役（カメオ出演）
- 貴婦人（2014年、JTBC） - 財閥グループの後継ぎ イ・ミナ役
- ああ、私の幽霊さま（2015年、tvN） - イ・ソヒョン役
- 華麗なる誘惑（2015年-2016年、MBC） - イ・セヨン役
- 私の男の秘密（2017年、KBS） - 外科医師 チン・ヘリム役
- 孤独のグルメ Season7 (テレビ東京） - パク・スヨン役
  - 第9話（2018年6月9日）
  - 第10話（2018年6月16日）
- レバレッジ（2019年、TV朝鮮） - チェ・セリ／チェ・ヨンジャ役

### 映画
- マドレーヌ（2002年） - ミュージシャン、ホン・ソンヘ役
- 拍手する時に去れ（2005年） - 女子大生、ハン・ムスク役
- ナルラリ宗婦伝（2008年） - ミス京畿出身の遊び人、チョン・ヨンス役
- 救世主 2（2009年）声の出演

### テレビ番組司会
- fun fun fun（2001年、チャンネルV KOREA）
- MTV Live wow（2002年、MTV KOREA）
- ミュージックバンク（2003年、KBS）
- 真夜中のTV芸能（2003年 - 2004年、SBS）
- タイムマシーン（MBC）
- ミュージックショー ハイパイブ（KBS）

### ラジオ
- 星が輝く夜に（2006年 - 2008年、MBCラジオ）